# Стефан Денковић
Cтефан Денковић (Београд, 16. јун 1991) црногорски је фудбалер.

## Kаријера
Након млађих селекција Црвене звезде, Денковић је као позајмљени играч две сезоне наступао за Сопот у Српској лиги Београд. Лета 2011. одлази у Израел, где потписује за тамошњег прволигаша Хапоел из Хаифе. Две сезоне је наступао за Хапоел, да би се у јулу 2013. вратио у српски фудбал и потписао трогодишњи уговор са Војводином. За новосадски клуб је забележио само један наступ у Суперлиги Србије.
Како није добио прилику у Војводини, раскинуо је уговор након једне полусезоне, а у јануару 2014. одлази у мађарску Пушкаш академију. Провео је календарску 2014. у Мађарској, да би у наредне две године играо у Пољској и на Тајланду. Лета 2016. потписује за Земун, где је током јесењег дела сезоне 2016/17. забележио само један наступ у Првој лиги Србије. За други део ове сезоне одлази у црногорског прволигаша Бокељ.
У јуну 2017. потписује уговор са Сутјеском из Никшића. Са екипом Сутјеске је освојио титулу првака Црне Горе у сезони 2017/18. Почео је и наредну сезону у клубу, али је у завршници летњег прелазног рока, 31. августа 2018, прешао у Спартак из Суботице. Напустио је Спартак по окончању првог дела сезоне 2020/21. Почетком фебруара 2021. је потписао једногодишњи уговор са казахстанским Кајсаром. Играо је затим у Грузији за Динамо из Батумија. Током првог дела такмичараске 2022/23. наступао је за Дечић  у црногорској Првој лиги. У марту 2023. потписао је за босанскохерцеговачког премијерлигаша  Игман Коњиц.

## Трофеји
Хапоел Хаифа
- Куп Тото: 2012/13.

Сутјеска Никшић
- Прва лига Црне Горе: 2017/18.